# Copiii Dunei
Copiii Dunei (1976) (titlu original Children of Dune) este un roman science fiction al scriitorului Frank Herbert, al treilea din seria de șase romane a căror acțiune se desfășoară în Universul Dune. Vândută inițial în peste 75.000 de exemplare, a devenit primul best-seller hardcover science fiction. Romanul a fost bine primit de critică datorită intrigii incitante, a acțiunii și a atmosferei, și a fost nominalizat la Premiul Hugo pentru "Cel mai bun roman" în 1977. A apărut la început în foileton în revista Analog Science Fiction and Fact în 1976, și a fost ultimul roman din seria Dune apărut în foileton înainte de a apărea în volum. Romanele Mântuitorul Dunei și Copiii Dunei au fost ecranizatea într-un miniserial de televiziune intitulat Copiii Dunei, difuzat în premieră de Sci-Fi Channel în 2003. În 2002, Science Fiction Book Club a publicat cele două romane într-un singur volum.

## Context
Dune urmărește ascensiunea lui Paul Muad’Dib, un tânăr nobil dintr-un imperiul feudal interstelar, care pune mâna pe singura resursă critică a universului - mirodenia drog numită melanj, care prelungește viața și extinde conștiința. Sfârșitul primei cărți prezintă triumful lui Paul; dușmanii săi sunt morți sau detronați, iar el e decis să pună mâna pe putere și să aducă în univers o pace dură, dar luminată.
În cărțile care au urmat, Herbert a ales să submineze triumful lui Paul folosind un repertoriu de eșecuri și paradoxuri filozofice; Dune a fost o melodie eroică, iar Mântuitorul Dunei contrapunctul ei. La începutul celui de-al doilea roman, Mântuitorul Dunei, religia lui Muad’Dib și-a trimis soldații fanatici într-un jihad interstelar, provocând moartea a miliarde de oameni. Viziunea sa de pace este alterată de birocrații religioși dogmatici, iar triburile odată nobile ale deșertului, fremenii, trăiesc bine și s-au îmbogățit de pe urma prăzilor de război și a reducerii deșertificării Dunei.

## Intriga

Copiii Dunei începe la nouă ani după retragerea în deșert a Împăratului Paul Muad'dib, acum orb. Transformările ecologice ale planetei Arrakis continuă, fremenii au început să își părăsească sietch-urile și să se mute în sate și orașe, iar planeta capitală a Imperiului trece prin schimbări sociale și economice majore, deoarece tot mai mulți pelerini sosesc zilnic pentru a vedea cum se trăiește pe planeta lui Muad'dib și a Aliei.
Membrii înaltului consiliu Imperial - Alia, Duncan Idaho, Prințesa Irulan și Stilgar - sunt tot mai îngrijorați de incapacitatea de a controla jihadul. Copiii lui Paul, Leto II și Ghanima (acum în vârstă de nouă ani), sunt îngrijorați că vor deveni abominații, la fel ca Alia - care e posedată de bunicul ei, Baronul Vladimir Harkonnen strămoși. De asemenea, ei își dau seama că terraformarea rapidă a planetei va distruge viermii de nisip și, astfel, însăși mirodenia. Leto mai este frământat și de teama că visele sale profetice îl vor împinge într-o viziune preștientă, ca pe tatăl său, lucru de care are nevoie pentru a conduce Imperiul.
Venită pe Arrakis la ordinul Bene Gesserit-ului pentru a-și proteja nepoții de Alia, Jessica este victima unei tentative de asasinat pusă la cale de Alia. Jessica fuge în deșert unde, cu ajutorul fremenilor, pune bazele unei revolte care să țină piept Aliei. Gemenii Atreides sunt și ei victimele unei tentative de asasinat puse la cale de Prințesa Wensicia - sora mai tânără a lui Irulan, care conduce în numele fiului ei Farad'n, pe care vrea să îl facă Împărat. Cei doi scapă cu viață, dar pun la cale un plan: Ghanima folosește o tehnică hipnotică menită să o convingă că fratele ei a fost ucis și merge la Sietch Tabr doborâtă de durere.

Duncan descoperă că Alia este posedată și se oferă să o "înlăture" pe mama ei, Jessica. Fără știrea Aliei, el o răpește pe Jessica și o duce pe Salusa Secundus, unde Farad'n o informează cu compasiune că fiul ei a fost ucis. Bene Gesserit-ul protestează formal în Landsraad împotriva tentativei de asasinat a Casei Corrino, iar Farad'n și Jessica fac un târg: Jessica recunoaște că a venit pe Salusa de bună-voie, iar Farad'n își va exila mama. În continuare, Jessica urmează să îl antreneze pe Farad'n în metodele Bene Gesserit, promițându-i tronul cu Ghanima ca soție. Aflând că Jessica nu e moartă, ci îl antrenează pe Farad'n, Alia/Baronul pune la cale un accident pentru Duncan, dar acesta reușește să îl evite, datorită capacităților sale de mentat.
În deșertul de pe Arrakis, o nouă personalitate s-a ridicat din rândul fremenilor, predicând împotriva injustițiilor guvernului religios și a schimbărilor din rândul fremenilor. Mergând incognito să dea ochii acest predicator, căruia i se spune Propovăduitorul, Alia descoperă cu groază că acesta este fratele ei, Paul.
Leto pornește în căutarea unui trib renegat de fremeni Jacurutu, Iduali, despre care știe din legende, sperând să își regăsească astfel tatăl. Capturat de Gurney Halleck și un anume Namri, i se induce transa mirodeniei, lucru pe care Guerney crede că îl face la sugestia Jessicăi, dar Namri știe că e din ordinul Aliei. Leto trece prin experiențe care îl transformă, având viziuni oraculare copleșitoare ale posibilelor viitoruri, al căror final este unul singur: extincția omenirii. O singură viziune se abate de la acest final, iar Leto o denumește "Secher Nbiw" (în limba fremenă care are la bază araba), Poteca de Aur.
O serie de aliați i se alătură pentru a face posibilă Poteca de Aur, printre care un conducător din trecutul îndepărtat, numit Harum. Ieșit din transă, Leto evadează din mâinile atacatorilor, moment în care Guerney află că fusese tras pe sfoară și că lucra, de fapt, pentru Alia.
Leto revine în sânul fremenilor Jacurutu prin intermediul unui truc, descoperind că ei țin captivi viermi de nisip gigantici pentru a-i vinde altor lumi. Pentru a face posibilă supraviețuirea rasei umane, Leto se sacrifică și acceptă corpul unui păstrăv de nisip, dobândind o viteză uimitoare și o putere supraomenească. În călătoria sa prin deșert sub noua formă, Leto își întâlnește tatăl și ruinează transformările ecologice ale Arrakisului (distrugând imensele rezervoare de apă - qanatele), ajungând să fie considerat un demon al deșertului.

Ediţia cartonată a editurii Nemira

Pentru a-l atrage pe Stilgar în lupta dintre Alia și rebeli, Duncan îl provoacă pe acesta să îl omoare. Astfel, Stilgar este obligat să fugă de răzbunarea pe care Alia ar fi obligată să o arate publicului, pentru uciderea soțului ei. Astfel, fremenul poate să o ducă pe Ghanima departe de pericolul reprezentat de Alia. Aceasta pune la cale un alt plan: o recapturează pe Ghanima și i-o oferă de soție lui Farad'n, despre care nepoata ei crede că e responsabilă de (ceea ce ea crede că e) asasinarea fratelui ei. Alia speră să profite de pe urma haosului pe care l-ar crea asasinarea lui Farad'n de către Ghanima.
Paul merge la Arrakeen, unde o denunță pe Alia, fiind ucis de un preot. În urma sa sosește Leto, într-o paradă de forță supraomenească. Folosind cuvintele pre-stabilite, el o scoate pe Ghanima din iluzia dată de hipnoză și, împreună cu ea, caută să o ajute pe Alia să recapete controlul asupra vieților ei interioare. În acel moment, Leto își dă seama de controlul extrem de puternic al Baronului asupra Aliei, ceea ce le lasă două opțiuni: un ritual antic căruia să îi fie supus Baronul și sinuciderea Aliei. Aceasta reușește să își recapete controlul asupra trupului pentru suficient timp cât să se arunce pe fereastră, sub ochii neajutorați ai mamei ei, Jessica.
Leto se auto-proclamă Împărat. Pentru a-și dovedi puterile, Leto ingurgitează otravă, ridică greutăți uriașe și supraviețuiește unor răni teribile, speriindu-i pe toți naibii fremeni și obținându-le supunerea. El îi prezintă lui Farad'n Poteca de Aur și îl face scrib regal. Pentru a prelua controlul asupra programului genetic al Bene Gesserit-ului, Leto îi permite lui Farad'n să fie tatăl copiilor Ghanimei, iar acesta îi oferă în schimb legiunile sale de sardaukari.

## Traduceri în limba română
- 1994 - Copiii Dunei (2 vol.), Ed. Nemira, Colecția "Nautilus" nr. 45-46, traducere Ion Doru Brana
- 2003 - Copiii Dunei, Ed. Nemira, Colecția "Nautilus" nr. 179, traducere Ion Doru Brana, 440 pag., ISBN 973-569-596-0
- 2005 - Copiii Dunei, Ed. Nemira, Colecția "Nautilus", traducere Ion Doru Brana, 592 pag., ISBN 978-973-569-753-2
- 2012 - Copiii Dunei (cartonată), Ed. Nemira, Colecția "Nautilus", traducere Ion Doru Brana, 592 pag., ISBN 973-606-579-374-3